# Ascotis selenaria
Ascotis selenaria là một loài bướm đêm trong họ Geometridae.

## Hình ảnh

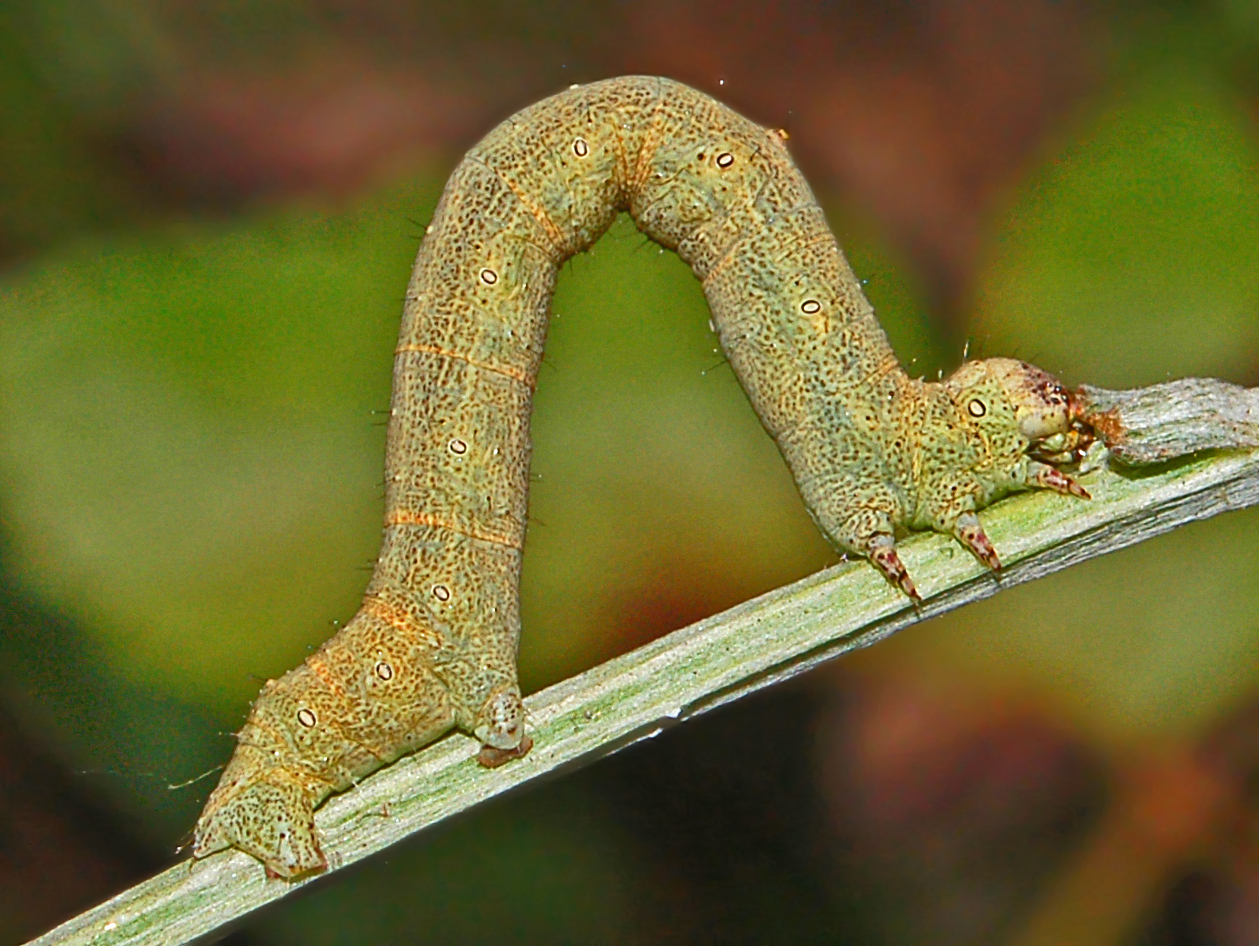